# Eugene Shoemaker
Eugene Merle Shoemaker (Los Angeles, 28 de abril de 1928 — Alice Springs, 18 de julho de 1997) foi um geólogo e astrônomo estadunidense e um dos fundadores do campo da ciência planetária, conhecido principalmente pela sua descoberta, em conjunto com a sua mulher Carolyn Shoemaker e o astrônomo David Levy, do Cometa Shoemaker-Levy 9.
Detém o privilégio de ser, até hoje, o primeiro e único ser humano cujos restos mortais foram deixados fora da Terra.

## Biografia
Nascido em Los Angeles, Califórnia, era especialista em colisões interplanetárias. Graduou-se no California Institute of Technology, em Pasadena, aos 19 anos, com uma tese em petrologia em rochas metamórficas pré-cambrianas. Passou então a trabalhar para a United States Geological Survey (USGS) e o seu primeiro trabalho foi pesquisar depósitos naturais de urânio no Colorado e em Utah. Durante este trabalho passou a se interessar pela origem das crateras lunares e iniciou um trabalho em nível de Ph.D. na Universidade de Princeton, como continuidade de seus estudos sobre petrologia em rochas metamórficas, processos vulcânicos e impactos asteróidicos.
Em 1951 casou com Carolyn Spellman, recebendo o mestrado (1954) e o doutorado (1960) da Universidade de Princeton com uma tese sobre crateras produzidas por meteoritos. No ano seguinte passou a estudar astrogeologia em Flagstaff, Arizona, e esteve ligado às missões Lunar Ranger e ao treino dos astronautas estado-unidenses. Tinha pretensões de se tornar no primeiro cientista a caminhar na Lua, mas foi detectado que sofria da doença de Addison e assim foi apontado cientista-chefe do Centro de Astrogeologia da USGS em 1965.
Retornou para a Caltech em 1969 como professor de geologia e serviu por três anos como diretor da Division of Geological and Planetary Sciences. Em 1985 aposentou-se como professor e passou a dividir seu tempo entre Pasadena e Flagstaff. Em 1992 recebeu a mais importante honra científica atribuída pelo presidente dos Estados Unidos, a National Medal of Science. Aposentou-se da USGS em 1993 e assumiu um cargo no Observatório Lowell. Nesse mesmo ano, junto com sua mulher Carolyn e o amigo David Levy, descobriu o cometa Shoemaker-Levy 9, que se chocou com Júpiter em 1994.
Eugene Shoemaker morreu em consequência de um acidente automobilístico em Alice Springs, Austrália, em 1997. Os diretores da NASA, abalados com a perda, decidiram homenageá-lo de uma forma original: deram ao cientista o privilégio de ser o primeiro e único ser humano cujos restos mortais foram deixados fora da Terra. Assim, em janeiro de 1998, suas cinzas foram levadas na sonda espacial Lunar Prospector. E, após 19 meses, ela finalmente colidiu com a cratera Shoemaker (estudada e catalogada intensivamente por Eugene em sua juventude) próxima ao polo sul da Lua, levando os restos mortais do cientista.
Em abril de 2020 a banda finlandesa de metal sinfônico Nightwish criou uma música chamada Shoemaker em total homenagem a Eugene. A banda também criou um vídeo clipe com a letra da música com imagens que remetem ao trabalho que ele fez durante muitos anos.

## Prémios e honrarias
- 1983 - Prémio G. K. Gilbert pela Sociedade Geológica dos Estados Unidos[2]
- 1984 - Prémio Barringer pela Meteoritical Society[3]
- 1984 - Prémio Gerard P. Kuiper pela American Astronomical Society[4]
- 1985 - Medalha Leonard pela Meteoritical Society[5]
- 1988 - Medalha Rittenhouse pela Rittenhouse Astronomical Society[6]
- 1992 - Medalha Nacional de Ciências pelo Presidente dos Estados Unidos[7]
- 1996 - Medalha William Bowie pela União de Geofísica dos Estados Unidos[8]
- 1998 - Medalha James Craig Watson pela Academia Nacional de Ciências dos Estados Unidos[9]